# Saison 4 de Parenthood
Chronologie
Saison 3 de Parenthood Saison 5 de Parenthood.
Cet article présente le guide des épisodes de la quatrième saison de la série télévisée américaine Parenthood.

## Généralités
- Aux États-Unis, la saison est diffusée depuis mardi le 11 septembre 2012 sur le réseau NBC.
- Au Canada durant l'automne, elle est diffusée le lundi soir à 21 h sur le réseau Global, soit une journée avant les États-Unis, afin de prioriser la diffusion de la série Vegas en simultané sur CBS. En janvier, elle est diffusée le vendredi à 21 h, soit 3 jours plus tard.
- La saison est inédite dans les pays francophones.

### Synopsis
Basée sur le film du même nom, Parenthood relate les histoires de l'étendue famille Braverman, allant des parents, aux enfants et aux petits enfants.

## Distribution

### Acteurs principaux
- Lauren Graham (VF : Nathalie Regnier) : Sarah Braverman (fille de Zeek et Camille ; sœur d'Adam, Crosby et Julia ; mère d'Amber et Drew)
- Peter Krause (VF : Guillaume Orsat) : Adam Braverman (fils de Zeek et Camille ; frère de Sarah, Crosby et Julia ; marié à Kristina ; père d'Haddie et Max)
- Craig T. Nelson (VF : Patrice Melennec) : Zeek Braverman (marié à Camille ; père d'Adam, Sarah, Crosby et Julia)
- Bonnie Bedelia (VF : Evelyne Grandjean) : Camille Braverman (mariée à Zeek ; mère d'Adam, Sarah, Crosby et Julia)
- Monica Potter (VF : Patricia Piazza) : Kristina Braverman (mariée à Adam ; mère d'Haddie et Max)
- Dax Shepard (VF : Emmanuel Garijo) : Crosby Braverman (fils de Zeek et Camille ; frère d'Adam, Sarah et Julia ; père de Jabbar)
- Mae Whitman (VF : Noémie Orphelin) : Amber Holt (fille de Sarah ; sœur de Drew)
- Miles Heizer : Drew Holt (fils de Sarah ; frère de Amber)
- Joy Bryant : Jasmine Trussell (petite amie et mère du fils de Crosby, Jabbar)
- Erika Christensen (VF : Christine Bellier) : Julia Braverman-Graham (fille de Zeek et Camille ; mariée à Joel ; sœur d'Adam, Sarah et Crosby ; mère de Sydney)
- Sarah Ramos : Haddie Braverman (fille d'Adam et Kristina ; sœur de Max)
- Max Burkholder (VF : Max Renaudin) : Max Braverman (fils d'Adam et Kristina ; frère d'Haddie)
- Sam Jaeger (VF : Axel Kiener) : Joel Graham (marié à Julia ; père de Sydney)
- Savannah Paige Rae : Sydney Graham (fille de Joel et Julia)
- Tyree Brown (VF : Tom Trouffier) : Jabbar Trussell-Braverman (fils de Crosby et Jasmine)

### Acteurs récurrents
- Ray Romano : Hank Rizzoli
- Jason Ritter : Mark Cyr
- Matt Lauria : Ryan York

## Liste des épisodes

### Épisode 1:Portrait de famille
- États-Unis /  Canada : 11 septembre 2012 sur NBC / Global
- France : 20 décembre 2013 sur HD1
- Québec : sur Mlle

- États-Unis : 5,48 millions de téléspectateurs[2]

- Ray Romano (Hank Rizzoli)
- Jason Ritter (Mark Cyr)

Sarah fait la connaissance d'un photographe qui se prénomme Hank, elle postule à l'emploi qu'il propose mais le hic c'est qu'elle n'a pas d'expérience et elle a 24 heures pour devenir une pro. 
Haddie part pour l'université et elle a envie de passer du temps avec ses ami(e)s avant de leur dire au revoir mais ses parents ne le voient pas de cet œil et  préfèrent la garder auprès d'eux.
Max a du mal accepter Victor dans sa famille, il considère qu'ils ne font pas partie de la même famille car il a été adopté donc Victor a du mal à s'intégrer dans sa nouvelle famille qui se sent rejetée.
Victor a du mal avec ces nouveaux parents, malgré les efforts de Julia & Joël, ils sentent le fossé entre eux. 
Crosby et Julia sont en désaccord avec leurs conjoints sur l'éducation de leurs enfants.

### Épisode 2: Prévus et imprévus (Left Field)
- États-Unis /  Canada : 18 septembre 2012 sur NBC / Global

- États-Unis : 4,98 millions de téléspectateurs[3]

- Ray Romano (Hank)

### Épisode 3: Tous vulnérables (Everything Is Not Okay)
- Canada : 24 septembre 2012 sur Global
- États-Unis : 25 septembre 2012 sur NBC

- États-Unis : 4,85 millions de téléspectateurs[4]

- Ray Romano (Hank)
- Jason Ritter (Mark Cyr)

### Épisode 4: Le temps de l'insouciance (The Talk)
- Canada : 1er octobre 2012 sur Global
- États-Unis : 2 octobre 2012 sur NBC

- États-Unis : 4,45 millions de téléspectateurs[5]

- Ray Romano (Hank)
- Matt Lauria (Ryan York)

### Épisode 5: L'heure des confrontations (There's Something I Need to Tell You...)
- Canada : 8 octobre 2012 sur Global
- États-Unis : 9 octobre 2012 sur NBC

- États-Unis : 4,95 millions de téléspectateurs[6]

- Ray Romano (Hank)

### Épisode 6: Contre toute attente (I'll Be Right Here)
- Canada : 22 octobre 2012 sur Global
- États-Unis : 23 octobre 2012 sur NBC

- États-Unis : 4,85 millions de téléspectateurs[7]

- Ray Romano (Hank)
- Matt Lauria (Ryan)
- Sarah Ramos (Haddie Braverman)

### Épisode 7: Une famille unie (Together)
- Canada : 12 novembre 2012 sur Global
- États-Unis : 13 novembre 2012 sur NBC

- États-Unis : 4,82 millions de téléspectateurs[8]

- Matt Lauria (Ryan)

### Épisode 8: Blessures cachées(One More Weekend With You)
- Canada : 19 novembre 2012 sur Global
- États-Unis : 20 novembre 2012 sur NBC

- États-Unis : 4,62 millions de téléspectateurs[9] (première diffusion)

- Ray Romano (Hank)
- Matt Lauria (Ryan)
- Skyler Day (Amy Ellis)

### Épisode 9: Question de priorité (You Can't Always Get What You Want)
- Canada : 26 novembre 2012 sur Global
- États-Unis : 27 novembre 2012 sur NBC

- États-Unis : 4,49 millions de téléspectateurs[10] (première diffusion)

- Ray Romano (Hank)
- Matt Lauria (Ryan)

### Épisode 10: Les blessures de la vie (Trouble in Candyland)
- Canada : 3 décembre 2012 sur Global
- États-Unis : 4 décembre 2012 sur NBC

- États-Unis : 4,98 millions de téléspectateurs[11] (première diffusion)

- Glen Hansard
- Ray Romano (Hank)
- Matt Lauria (Ryan)

### Épisode 11: Un moment très spécial (What to My Wondering Eyes)
- Canada : 10 décembre 2012 sur Global
- États-Unis : 11 décembre 2012 sur NBC

- États-Unis : 5,73 millions de téléspectateurs[12] (première diffusion)

- Ray Romano (Hank)
- Matt Lauria (Ryan)

### Épisode 12: Un nouveau visage(Keep on Rowing)
- États-Unis : 1er janvier 2013 sur NBC
- Canada : 4 janvier 2013 sur Global

- États-Unis : 5,34 millions de téléspectateurs[13] (première diffusion)

- Ray Romano (Hank)
- Tina Lifford (Renee)

### Épisode 13: Petites victoires (Small Victories)
- États-Unis : 8 janvier 2013 sur NBC
- Canada : 11 janvier 2013 sur Global

- États-Unis : 5,3 millions de téléspectateurs[14] (première diffusion)

- Ray Romano (Hank)
- Tina Lifford (Renee)

### Épisode 14: Choisir pour avancer(One Step Forward, Two Steps Back)
- États-Unis : 15 janvier 2013 sur NBC
- Canada : 18 janvier 2013 sur Global

- États-Unis : 4,96 millions de téléspectateurs[15] (première diffusion)

- Ray Romano (Hank)
- Matt Lauria (Ryan)
- Tina Lifford (Renee)

### Épisode 15: La fin d'un cycle (Because You're My Sister)
- États-Unis : 22 janvier 2013 sur NBC
- Canada : 25 janvier 2013 sur Global

- États-Unis : 4,87 millions de téléspectateurs[16] (première diffusion)

- Ray Romano (Hank)
- Matt Lauria (Ryan)
- Jason Ritter (Mark Cyr)
- Tina Lifford (Renee)

## Audiences aux États-Unis
La moyenne de cette saison est de 5.00 millions de téléspectateurs américains. L'épisode le plus regardé est le 4.11 What to My Wondering Eyes avec 5.73 millions de téléspectateurs, alors que l'épisode le moins regardé est le 4.04 The Talk avec 4.45 millions de téléspectateurs américains.
| N° d'épisode | Titre original                          | Titre français | Chaîne | Date de diffusion originale | USA (en millions de téléspectateurs) | Pdm sur les 18/49 ans |
| ------------ | --------------------------------------- | -------------- | ------ | --------------------------- | ------------------------------------ | --------------------- |
| 1            | Family Portrait                         |                | NBC    | 11 septembre 2012           | 5.48                                 | 1.9                   |
| 2            | Left Field                              |                | NBC    | 18 septembre 2012           | 4.98                                 | 1.8                   |
| 3            | Everything Is Not Okay                  |                | NBC    | 25 septembre 2012           | 4.85                                 | 1.8                   |
| 4            | The Talk                                |                | NBC    | 2 octobre 2012              | 4.45                                 | 1.6                   |
| 5            | There's Something I Need to Tell You... |                | NBC    | 9 octobre 2012              | 4.95                                 | 2.0                   |
| 6            | I'll Be Right Here                      |                | NBC    | 23 octobre 2012             | 4.85                                 | 1.9                   |
| 7            | Together                                |                | NBC    | 13 novembre 2012            | 4.82                                 | 1.9                   |
| 8            | One More Weekend With You               |                | NBC    | 20 novembre 2012            | 4.62                                 | 1.7                   |
| 9            | You Can't Always Get What You Want      |                | NBC    | 27 novembre 2012            | 4.49                                 | 1.8                   |
| 10           | Trouble in Candyland                    |                | NBC    | 4 décembre 2012             | 4.98                                 | 1.8                   |
| 11           | What to My Wondering Eyes               |                | NBC    | 11 décembre 2012            | 5.73                                 | 2.0                   |
| 12           | Keep on Rowing                          |                | NBC    | 1er janvier 2013            | 5.37                                 | 1.8                   |
| 13           | Small Victories                         |                | NBC    | 8 janvier 2013              | 5.30                                 | 1.9                   |
| 14           | One Step Forward, Two Steps Back        |                | NBC    | 15 janvier 2013             | 4.96                                 | 1.9                   |
| 15           | Because You're My Sister                |                | NBC    | 22 janvier 2013             | 4.87                                 | 1.8                   |